# Xã Chouteau, Quận Madison, Illinois
Xã Chouteau (tiếng Anh: Chouteau Township) là một xã thuộc quận Madison, tiểu bang Illinois, Hoa Kỳ. Năm 2010, dân số của xã này là 8.226 người.